# Kalmarhandskriften
Kalmarhandskriften,  Liber cantus är en handskriven koralbok från 1630-talet. Innehåller musik ur mässan, tidegärden och för kyrkoårets olika högtider. Handskriften består av 2 volymer, den ena med innehållsförteckning. Notation är utförd på fem linjer, på papper. Texten är skriven på latin och svenska, bland annat hela passionshistorien på svenska.
Kalmarhandskriften förvaras sedan 1884 i Kungliga biblioteket i Stockholm. 